# J.League Division 2 2013
Die J.League Division 2 2013 war die fünfzehnte Spielzeit der J.League Division 2, der zweiten Division der japanischen J.League. An ihr nahmen 22 Vereine teil. Die Saison begann am 3. März 2013 und endete am 24. November 2013; an den beiden darauffolgenden Wochenenden wurden die Spiele der Aufstiegsplayoffs sowie der Relegation zwischen der Division 2 und der Japan Football League ausgetragen.
Meister wurde Gamba Osaka, die weiteren Aufsteiger in die J.League Division 2 2014 waren Vissel Kōbe und Aufstiegsplayoff-Gewinner Tokushima Vortis. Absteiger in die Japan Football League 2014 war Gainare Tottori nach einer Relegationsniederlage gegen den Zweitplatzierten der Japan Football League 2013, Kamatamare Sanuki.

## Modus
Die Vereine spielten ein Doppelrundenturnier aus; somit ergaben sich insgesamt 42 Partien pro Mannschaft. Für einen Sieg gab es drei Punkte, bei einem Unentschieden einen Zähler. Die Tabelle wurde also nach den folgenden Kriterien erstellt:
1. Anzahl der erzielten Punkte
2. Tordifferenz
3. Erzielte Tore
4. Ergebnisse der Spiele untereinander
5. Entscheidungsspiel oder Münzwurf

Die zwei Vereine mit den meisten Punkten stiegen am Ende der Saison direkt in die J.League Division 1 2014 auf.
Der dritte Aufsteiger wurde durch ein Turnier im K.-o.-System über zwei Runden zwischen den Mannschaften auf den Plätzen 3 bis 6 ermittelt. Hierbei spielte der Dritte gegen den Sechsten, der Vierte trat gegen den Fünften an. Die höherplatzierte Mannschaft genoss Heimrecht. Im Falle eines Unentschiedens nach 90 Minuten kam der besserplatzierte Verein eine Runde weiter. Das Finale fand im Olympiastadion Tokio statt, der Sieger stieg in die Division 1 auf.
Bis zu zwei Mannschaften konnten in dieser Saison in die J3 League 2014 abstiegen. Die genauen Umstände hingen hierbei von der Anzahl der aufstiegsberechtigten Teams auf den ersten zwei Plätzen der Japan Football League 2013 ab. Bei zwei solcher Mannschaften stieg der Tabellenletzte der Division 2 direkt ab, der Vorletzte musste in zwei Relegationsspielen gegen den JFL-Vizemeister antreten. Gab es nur eine aufstiegsberechtigte Mannschaft unter den besten zwei JFL-Vereinen, stieg der Division 2-Tabellenletzte direkt ab, falls der JFL-Vertreter Meister geworden war, ansonsten wurden auch hier zwei Relegationsspiele durchgeführt.

## Teilnehmer
Insgesamt nahmen 22 Mannschaften an der Saison teil. Am Ende der Saison 2012 verließ Meister Ventforet Kofu die Spielklasse nach nur einem Jahr wieder in Richtung Division 1. Begleitet wurde der Verein durch den Zweitplatzierten Shonan Bellmare, der nach zwei Jahren in die Division 1 zurückkehrte, sowie den Gewinner der Aufstiegsplayoffs Ōita Trinita, der sich gegen Kyōto Sanga und JEF United Ichihara Chiba durchsetzte und nach drei Jahren Division 2 zum zweiten Mal ins Oberhaus aufstieg.
Ersetzt wurden die drei Aufsteiger durch die drei Absteiger aus der J.League Division 1 2012, Vissel Kōbe, Gamba Osaka und Consadole Sapporo. Mit Gamba musste dabei ein Urgestein der J.League zum ersten Mal seit deren Gründung in die zweite Division, zuletzt spielte der Verein in der Japan Soccer League 1987/88 unter dem Namen Matsushita zweitklassig. Vissel dagegen kehrte bereits nach sechs Jahren in der Division 1 zum zweiten Mal ins Unterhaus zurück, Consadole musste sogar wie schon 2008 als abgeschlagener Tabellenletzter nach nur einem Jahr wieder zurück in die Division 2.
Am unteren Ende der Tabelle stieg mit dem FC Machida Zelvia erstmals ein Verein aus der J.League ab; der Tabellenletzte hatte erst im Jahr zuvor sein Debüt gegeben. Anstelle von Machida stieg der Meister der Japan Football League 2012, V-Varen Nagasaki, in die Division 2 auf.
In weiteren Änderungen benannte sich Thespa Kusatsu zu Thespakusatsu Gunma um.
| Team                      | Beheimatet in        | Heimstadion                                 |
| ------------------------- | -------------------- | ------------------------------------------- |
| Avispa Fukuoka            | Fukuoka, Fukuoka     | Level-5 Stadium                             |
| Consadole Sapporo         | Sapporo, Hokkaidō    | Sapporo Atsubetsu Stadium und Sapporo Dome1 |
| Ehime FC                  | Matsuyama, Ehime     | Ningineer Stadium                           |
| Fagiano Okayama           | Okayama, Okayama     | Kanko Stadium                               |
| Gainare Tottori           | Tottori, Tottori     | Tottori Bank Bird Stadium                   |
| Gamba Osaka               | Suita, Osaka         | Osaka Expo ’70 Stadium                      |
| FC Gifu                   | Gifu, Gifu           | Nagaragawa-Stadion2                         |
| Giravanz Kitakyūshū       | Kitakyūshū, Fukuoka  | Honjō Athletic Stadium                      |
| JEF United Ichihara Chiba | Chiba, Chiba         | Fukuda Denshi Arena                         |
| Kataller Toyama           | Toyama, Toyama       | Toyama Athletic Recreation Park Stadium     |
| Kyōto Sanga               | Kyōto, Kyōto         | Nishikyōgoku Athletic Stadium3              |
| Matsumoto Yamaga FC       | Matsumoto, Nagano    | Matsumotodaira Park Stadium Alwin           |
| Mito Hollyhock            | Mito, Ibaraki        | K's denki Stadium                           |
| Montedio Yamagata         | Tendō, Yamagata      | ND Soft Stadium                             |
| Roasso Kumamoto           | Kumamoto, Kumamoto   | Umakana Yokana Stadium4                     |
| Thespakusatsu Gunma       | Maebashi, Gunma      | Shoda Shoyu Stadium Gunma                   |
| Tochigi SC                | Tochigi, Tochigi     | Tochigi Green Stadium                       |
| Tokushima Vortis          | Tokushima, Tokushima | Pocari Sweat Stadium                        |
| Tokyo Verdy               | Tokio                | Ajinomoto Stadium5                          |
| Vissel Kōbe               | Kōbe, Hyōgo          | Noevir Stadium Kobe6                        |
| V-Varen Nagasaki          | Nagasaki, Nagasaki   | Nagasaki Athletic Stadium7                  |
| Yokohama FC               | Yokohama, Kanagawa   | NHK Spring Mitsuzawa Football Stadium8      |

Bemerkungen
1. Consadole Sapporo trug elf Heimspiele im Sapporo Atsubetsu Stadium und zehn im Sapporo Dome aus.[2]
2. FC Gifu trug ein Heimspiel im Ōgaki Asanaka Stadium in Ōgaki, Gifu aus.[3]
3. Kyōto Sanga trug ein Heimspiel im Kagoshima Kamoike Stadium in Kagoshima, Kagoshima aus.[4]
4. Roasso Kumamoto trug ein Spiel im Kumamoto Suizenji Stadium in Kumamoto aus.[5]
5. Tokyo Verdy trug je zwei Heimspiele im Komazawa Olympic Park Stadium und im Olympiastadion Tokio aus.[6]
6. Vissel Kōbe trug zwei Heimspiele im Kobe Universiade Memorial Stadium aus.[7]
7. V-Varen Nagasaki trug ein Heimspiel im Nagasaki City Kakidomari Stadium in Nagasaki aus.[8]
8. Yokohama FC trug ein Heimspiel im Ajinomoto Field Nishigaoka in Tokio aus.[9]

## Trainer
| Verein              | Cheftrainer                       |
| ------------------- | --------------------------------- |
| Consadole Sapporo   | Keiichi Zaizen                    |
| Montedio Yamagata   | Ryōsuke Okuno                     |
| Mito HollyHock      | Tetsuji Hashiratani               |
| Tochigi SC          | Hiroshi Matsuda → Ikuo Matsumoto  |
| Thespakusatsu Gunma | Tadahiro Akiba                    |
| JEF United Chiba    | Jun Suzuki                        |
| Tokyo Verdy         | Yasutoshi Miura                   |
| Yokohama FC         | Motohiro Yamaguchi                |
| Matsumoto Yamaga FC | Yasuharu Sorimachi                |
| Kataller Toyama     | Takayoshi Amma                    |
| FC Gifu             | Kōji Gyōtoku → Keiju Karashima    |
| Kyoto Sanga FC      | Takeshi Ōki                       |
| Gamba Osaka         | Kenta Hasegawa                    |
| Vissel Kobe         | Ryō Adachi                        |
| Gainare Tottori     | Norio Omura → Kōji Maeda          |
| Fagiano Okayama     | Masanaga Kageyama                 |
| Tokushima Vortis    | Shinji Kobayashi                  |
| Ehime FC            | Kiyotaka Ishimaru                 |
| Avispa Fukuoka      | Marijan Pušnik                    |
| Giravanz Kitakyushu | Kōichi Hashiratani                |
| V-Varen Nagasaki    | Takuya Takagi                     |
| Roasso Kumamoto     | Yasushi Yoshida → Tomoyoshi Ikeya |

## Spieler
Quelle:
| Verein              | Spieler |
| ------------------- | --- |
| Consadole Sapporo   | Yūya Hikichi (4/0), Takuma Hidaka (27/2), Paulao (7/1), Ryūji Kawai (21/0), Cho Song-jin (37/1), Takayuki Mae (2/0), Shōta Sakaki (12/0), Makoto Sunakawa (36/3), Junki Yokono (8/3), Hiroki Miyazawa (33/2), Shunsuke Maeda (36/4), Yoshihiro Uchimura (32/17), Shin’ya Uehara (40/5), Hiroyuki Furuta (6/0), Yasuaki Okamoto (30/6), Kazuki Fukai (19/0), Tele (5/0), Le Cong Vinh (9/2), Kazumasa Uesato (30/1), Yōsuke Mikami (13/4), Tatsuki Nara (35/0), Takuma Arano (30/4), Kazuki Kushibiki (17/0), Takaya Osanai (5/0), Ryōta Matsumoto (20/1), Yumemi Kanda (4/0), Tetsu Sugiyama (38/0), Yūto Horigome (9/0), Shōgo Nakahara (3/0), Mitsuteru Kudō (5/0), Ferro (15/4)                              |
| Montedio Yamagata   | Kenta Shimizu (7/0), Ryō Kobayashi (17/0), Hidenori Ishii (20/0), Shōgo Nishikawa (22/4), Satoshi Horinouchi (30/3), Takumi Yamada (33/1), Taisuke Nakamura (38/2), Ryōhei Hayashi (34/12), Yūki Nakashima (40/12), Shun Itō (33/5), Tatsuya Ishikawa (18/0), Kōhei Higa (18/2), Masaki Miyasaka (23/4), Tomoyasu Hirose (20/1), Hiroki Bandai (27/5), Masaru Akiba (34/3), Satoshi Tokizawa (35/0), Kim Byeom-yong (10/0), Lee Joo-young (28/0), Romero Frank (37/7), Yūji Sakuda (15/0), Pena (1/0), Gōshi Ōkubo (7/2), Masato Yamazaki (35/8) |
| Mito HollyHock      | Kōji Homma (28/0), Gakuto Kondō (14/0), Naoki Wako (28/1), Kei Omoto (29/2), Yūto Suzuki (21/3), Fumiya Kogure (15/0), Hiroaki Namba (26/1), Kōji Hashimoto (39/12), Kōhei Mishima (32/4), Tsubasa Nihei (4/0), Kenta Nishioka (37/2), Yūki Shimada (20/0), Kōsei Ishigami (27/1), Ryō Shinzato (15/0), Kim Yong-gi (8/0), Yūki Yamamura (36/4), Takashi Kasahara (15/0), Kōhei Uchida (20/0), Jun’ya Hosokawa (39/1), Keisuke Funatani (13/0), Daisuke Tomita (40/2), Tsukasa Ozawa (33/5), Takayuki Suzuki (37/12) |
| Tochigi SC          | Kunihiro Shibazaki (4/0), Yoshiya Nishizawa (12/0), Daiki Nishioka (9/0), Masashi Ōwada (15/0), Cha Young-hwan (41/1), Takefumi Tōma (30/1), Paulinho (23/0), Kōji Hirose (42/7), Sabia (33/16), Kazumasa Takagi (24/1), Cristiano (40/16), Takumi Motohashi (7/0), Kazunori Kan (25/0), Makoto Sugimoto (24/4), Tatsunori Yamagata (31/0), Yoshinori Katsumata (8/0), Hideyuki Akai (24/1), Yōsuke Yuzawa (23/1), Tomoyuki Suzuki (3/0), Keisuke Harada (1/0), Tatsuya Onodera (5/0), Hiroshi Nakano (6/0), Takurō Kikuoka (35/2), Yūsuke Kondō (41/7), Tatsuya Enomoto (36/0), Satoshi Kukino (21/1), Alessandro Santos (25/2)                                                                                |
| Thespakusatsu Gunma | Keisuke Naitō (10/0), Sunao Hozaki (25/0), Tatsushi Koyanagi (40/3), Hideyuki Nakamura (15/0), Kazuki Sakurada (7/0), Kōta Aoki (41/3), Keisuke Endō (16/0), Ryō Gotō (4/0), Ryūichi Hirashige (41/13), Tatsuki Kobayashi (34/2), Shingo Arizono (18/1), Shōhei Yokoyama (31/3), Eder (20/4), Ryōta Nagata (24/2), Satoru Hoshino (4/1), Kōken Katō (40/1), Hwang Song-su (31/1), Keita Nozaki (2/0), Kazuma Kita (32/0), Daichi Inui (34/2), Yōhei Sakai (21/1), Kazuki Segawa (18/1), Ryōsuke Tada (35/1), Shigeto Masuda (11/1), Kweon Han-jin (16/1), Daniel Lovinho (12/2) |
| JEF United Chiba    | Masahiro Okamoto (42/0), Akira Takeuchi (36/2), Ryōta Aoki (1/0), Satoshi Yamaguchi (41/6), Yūsuke Tanaka (37/9), Yūto Satō (30/0), Daisuke Itō (23/1), Masaki Fukai (14/0), Akihiro Hyōdō (30/4), Kōki Yonekura (40/6), Kei Yamaguchi (11/0), Shōhei Ōtsuka (23/3), Kazuki Ōiwa (26/1), Kentarō Satō (40/0), Kim Hyun-hun (25/0), Jair (16/4), Nam Seung-woo (20/1), Ryūga Suzuki (2/0), Yamato Machida (9/0), Takayuki Morimoto (12/2), Shunki Takahashi (33/1), Kempes (38/22), Tatsuya Yazawa (38/4) |
| Tokyo Verdy         | Yūya Satō (42/0), Naoya Ishigami (32/1), Ryōsuke Tone (29/1), Colin Killoran (3/0), Kim Jong-pil (22/2), Ryōji Fukui (27/1), Shōya Nakajima (21/2), Masaki Chūgo (15/0), Shūto Minami (2/0), Kōdai Yasuda (18/1), Norihiro Nishi (35/5), Bae Dae-won (2/1), Jun Suzuki (39/1), Junki Koike (36/5), Kazunori Iio (37/5), Satoshi Tokiwa (39/8), Seiichirō Maki (19/3), Yūsuke Mori (38/2), Daisuke Takagi (6/0), Kyōhei Yoshino (9/0), Kazuki Anzai (1/0), Akira Ibayashi (28/1), Naoki Maeda (18/1), Keishi Kusumi (1/0), Ryūji Sugimoto (2/0), Mitsuhiro Seki (9/1), Gō Hayama (7/0), Maito Santos (1/0), Naohiro Takahara (41/11)                                                                             |
| Yokohama FC         | Junnosuke Schneider (26/0), Yūki Nogami (41/1), Shun Morishita (23/0), Bae Seung-jin (37/3), Hiroyuki Nishijima (10/0), Keiji Takachi (22/4), Tomoya Uchida (26/4), Kensuke Satō (30/1), Masaru Kurotsu (22/5), Patrick (8/1), Kazuyoshi Miura (18/2), Yōsuke Nozaki (35/6), Yūto Takeoka (40/4), Atsushi Ichimura (7/0), Takahiro Nakazato (15/1), Yūichirō Nagai (14/1), Kōsuke Onose (19/1), Masaaki Ideguchi (2/0), Na Sung-soo (10/0), Takahiro Shibasaki (13/0), Takanori Nakajima (19/0), Tsukasa Morimoto (10/0), Takumi Watanabe (14/0), Tsubasa Shibuya (3/0), Shōta Aoki (3/0), Yutaka Tahara (23/1), Yūki Matsushita (30/0), Bae Hu-min (1/0), Tetsuya Ōkubo (27/12), Shin’ichi Terada (38/2)       |
| Matsumoto Yamaga FC | Yōsuke Nozawa (6/0), Masaki Iida (41/5), Kenta Komatsu (12/0), Shunsuke Iwanuma (38/1), Yūki Kitai (23/0), Kento Tsurumaki (6/0), Rodrigo Cabeca (14/3), Takayuki Funayama (41/11), Kōhei Kiyama (34/3), Tomoya Inukai (21/3), Mutsumi Tamabayashi (42/4), Ryōsuke Kawanabe (18/0), Hiroshi Tetsuto (22/2), Yoon Sung-yeul (17/0), Akihito Kusunose (27/2), Shōgo Shiozawa (42/10), Shun Nagasawa (32/3), Tomohiko Murayama (10/1), Atsuto Tatara (42/1), Park Kwang-il (17/1), Yūto Shirai (27/0), Ryūtarō Iio (14/0), Kazuya Iio (6/0), Ryōta Iwabuchi (2/0), Kōhei Kurata (2/0), Ryōta Nakamura (1/0), Makito Yoshida (1/0), Yūzō Iwakami (13/2), Felipe Alves (1/0), Takumi Abe (9/0)                       |
| Kataller Toyama     | Tatsumi Iida (3/0), Shō Asuke (21/0), Takafumi Mikuriya (20/0), Naoto Yoshii (6/0), Tetsuya Funatsu (37/6), Taijirō Mori (14/0), Daisuke Asahi (27/2), Yōhei Ōnishi (34/1), Teruaki Kurobe (14/0), Takuya Kokeguchi (34/11), Seo Yong-duk (35/7), Kim Young-keun (31/1), Yukihiro Yamase (3/0), Ryō Hiraide (34/0), Yūsuke Yada (7/0), Keisuke Kimoto (33/2), Yūdai Nishikawa (31/2), Yōsuke Ikehata (22/0), Kazuki Mine (13/2), Yang Hae-joon (5/0), Yoshiki Yamamoto (1/0), Shunsuke Ōyama (20/0), Kenta Yoshikawa (3/0), Tomoki Muramatsu (4/0), Rempei Uchida (3/0), Shōta Kimura (32/3), Takahiro Kuniyoshi (38/1), Shunsuke Tachino (7/0), Ryōhei Shirasaki (13/4), Tatsuya Morita (39/0)                 |
| FC Gifu             | Takahiro Takagi (13/0), Arata Sugiyama (33/1), Desmond (25/2), Shūto Tanaka (29/2), Hiroshi Sekita (10/0), Toshihiro Hattori (35/0), Ri Han-jae (12/0), Fabio (5/0), Atsushi Mio (40/0), Kazuki Someya (38/10), Taira Inoue (3/0), Masato Yamazaki (7/0), Shun Nogaito (33/0), Hiroyuki Sugimoto (5/1), Tsukasa Masuyama (41/2), Tatsuya Arai (29/3), Lemos (3/0), Hirofumi Moriyasu (29/1), Daiki Oizumi (6/0), Takumi Kiyomoto (10/0), Kōhei Nakashima (10/1), Hiroki Higuchi (33/3), Taisuke Mizuno (10/1), Makoto Shibahara (16/0), Yuki Nakamura (9/1), Shōgo Tokihisa (29/0), Do Dong-hyun (2/0), Kayne Vincent (6/0), Blazhe (16/2), Kōsuke Kitani (17/1), Stipe (13/5)                                  |
| Kyoto Sanga FC      | Ryūsuke Sakai (23/2), Yūta Someya (27/1), Michitaka Akimoto (33/1), Takashi Uchino (3/0), Hwang Te-song (2/0), Yoshiaki Komai (39/4), Jun Andō (35/4), Kazushi Mitsuhira (38/7), Kōhei Kudō (38/2), Kazuki Hara (27/12), Takumi Miyayoshi (18/3), Kōji Yamase (33/8), Hiroki Nakayama (16/0), Takayuki Fukumura (41/1), Shigeru Yokotani (37/11), Kazuki Kuranuki (14/0), Daiki Tamori (18/0), Bajalica (33/4), Oh Seung-hoon (42/0), Kang Song-ho (5/0), Sanou (4/0), Shōgo Shimohata (8/0), Riki Harakawa (7/0), Yūya Nakamura (16/0), Yūya Kubo (16/7) |
| Gamba Osaka         | Yōsuke Fujigaya (42/0), Oh Jae-suk (5/0), Hiroki Fujiharu (42/4), Daiki Niwa (25/2), Shū Kurata (28/8), Yasuhito Endō (33/5), Keisuke Iwashita (17/2), Leandro (19/13), Rocha (13/9), Takahiro Futagawa (36/4), Paulinho (19/6), Hiroyuki Abe (30/5), Shōki Hirai (17/4), Yasuyuki Konno (32/4), Tomokazu Myōjin (20/0), Shōta Kawanishi (15/2), Kōtarō Ōmori (16/1), Akihiro Satō (5/1), Akira Kaji (38/0), Takuya Takei (7/1), Kenta Hoshihara (2/0), Ken’ya Okazaki (22/2), Takaharu Nishino (29/3), Tatsuya Uchida (33/1), Takashi Usami (18/19), Akihiro Ienaga (17/1) |
| Vissel Kobe         | Takahito Sōma (18/1), Kunie Kitamoto (10/0), Hiroyuki Kōmoto (21/2), Estiven (28/0), Popo (40/16), Mazinho (38/9), Ken Tokura (23/2), Ryōta Morioka (18/5), Yūzō Tashiro (35/8), Keijirō Ogawa (39/16), Tsubasa Ōya (20/0), Kōki Arita (9/2), Takayuki Yoshida (12/3), Hideo Tanaka (32/1), Takuya Iwanami (37/2), Kyōhei Sugiura (25/4), Hiroto Mogi (17/0), Kaito Yamamoto (18/0), Lee Kwang-seon (22/2), Masatoshi Mihara (1/0), Ryō Okui (40/2), Issei Takayanagi (4/0), Hideo Hashimoto (34/1), Keisuke Hayashi (5/0), Kenta Tokushige (24/0), Ryō Matsumura (9/1), Gang Yoon-goo (1/0), Kim Song-gi (8/0)                                                                                                 |
| Gainare Tottori     | Masaki Yanagawa (12/0), Tomokazu Nagira (40/1), Dudu (15/2), Tsubasa Yokotake (32/1), Bruno (2/0), Kōya Tanio (2/0), Noriaki Sanenobu (35/0), Tatsuya Okamoto (23/3), Yūichi Kubo (32/8), Tomoyuki Yoshino (7/0), Yūdai Tanaka (33/2), Eijirō Takeda (25/1), Toshitaka Tsurumi (11/0), Eiichirō Ozaki (32/0), Takahiko Sumida (29/2), Masao Tsuji (9/0), Takuya Sugimoto (22/0), Eijirō Mori (37/0), Osamu Miura (8/0), Ryūji Hirota (28/1), Yasuhiro Okuyama (25/3), Genki Nagasato (34/10), Lim Dong-hyun (4/0), Makoto Rindō (24/2), Masayuki Okano (10/0), Kōta Sameshima (17/0), Naoto Andō (7/1), Kiyomitsu Kobari (20/0)                                                                                 |
| Fagiano Okayama     | Hirotsugu Nakabayashi (40/0), Masahiko Sawaguchi (13/2), Keita Gotō (34/3), Tetsushi Kondō (23/3), Ryūjirō Ueda (33/3), Tadashi Takeda (40/1), Ren Sengoku (28/0), Takayoshi Ishihara (39/2), Tomoyuki Arata (31/9), Takanori Chiaki (39/1), Shin’ichirō Kuwada (23/2), Kim Min-kyun (12/2), Yūki Oshitani (35/9), Kōjirō Shinohara (6/0), Takafumi Suzuki (4/0), Kenji Sekido (23/0), Shingo Kukita (29/3), Hiroaki Kamijō (7/0), Hidenori Mago (2/0), Ryō Tadokoro (40/3), Sōichi Tanaka (31/2), Shintarō Shimizu (10/4), Ryūsuke Senoo (11/1), Yuzuru Shimada (22/1), Makoto Mimura (12/1) |
| Tokushima Vortis    | Ken’ya Matsui (36/0), Takashi Miki (9/0), Alex (32/1), Mitsuru Chiyotanda (14/1), Yūki Ōkubo (11/0), Kōsei Shibasaki (38/6), Jun Aoyama (33/0), Douglas (29/12), Tatsuya Suzuki (15/1), Tomohiro Tsuda (40/14), Hiroyuki Takasaki (25/2), Takeshi Hamada (39/1), Keisuke Ōta (11/0), Daisuke Saitō (31/0), Yū Etō (7/0), Kōhei Miyazaki (26/3), Kim Jong-min (30/4), Jun’ya Ōsaki (41/8), Kōtarō Fujiwara (42/0), Masahiro Nasukawa (17/1), Ikki Sasaki (3/0), Yūya Hashiuchi (13/1), Shō Hanai (13/0), Lee Yon-jick (1/0), Tōru Hasegawa (6/0), Yōhei Fukumoto (24/0) |
| Ehime FC            | Nobuhisa Urata (41/3), Kenji Dai (32/1), Kazuhito Watanabe (15/0), Alair (8/1), Kōhei Mihara (38/1), Takumi Murakami (38/1), Keiji Yoshimura (23/3), Kentarō Shigematsu (25/2), Tomic (18/1), Kengo Ishii (29/5), Eigo Sekine (8/0), Hiroshi Azuma (32/5), Shōgo Kobara (20/0), Shūichi Akai (25/2), Kyōhei Kuroki (23/1), Masaru Katō (42/9), Ryōta Watanabe (24/1), Kazuhisa Kawahara (34/5), Akishige Kaneda (1/0), Takuya Sonoda (22/1), Shō Matsumoto (10/1), Yūta Itō (6/0), Naoya Fuji (3/0), Han Hee-hoon (4/0), Yutaka Takahashi (9/0), Yōta Akimoto (41/0), Osmar (8/0) |
| Avispa Fukuoka      | Ryūichi Kamiyama (28/0), Kim Min-je (7/0), Ryū Okada (34/0), Takuya Miyamoto (22/0), Masahiro Koga (22/0), Kazuki Yamaguchi (14/0), Jun Kanakubo (28/3), Yūji Funayama (37/1), Osmar (9/0), Hisashi Jōgo (35/5), Daisuke Sakata (40/11), Park Kun (31/0), Masakazu Kihara (1/0), Punosevac (9/0), Daisuke Ishizu (39/11), Christopher Tatsuki Kinjō (2/0), Gō Nishida (33/5), Shunsuke Tsutsumi (40/1), Shūto Nakahara (38/1), Hiroyuki Omata (19/0), Tokio Hatamoto (2/0), Yūichi Mizutani (13/0), Takeshi Kanamori (37/6), Eita Kasagawa (2/0), Yūta Mishima (27/2), Taku Ushinohama (11/1), Oh Chang-hyun (8/0)                                                                                              |
| Giravanz Kitakyushu | Hiroyuki Takeda (40/0), Tōru Miyamoto (39/0), Masaki Watanabe (33/0), Shūto Suzuki (22/1), Kazuya Maeda (41/3), Kōta Morimura (32/4), Yūki Fuji (32/2), Tsuyoshi Hakkaku (37/1), Hideo Ōshima (35/3), Kōki Kotegawa (41/8), Tomoki Ikemoto (29/7), Takayuki Tada (13/0), Daiki Watari (34/8), Kim Dong-hee (31/3), Yōsuke Matsumoto (12/0), Yōhei Naitō (10/2), Ahn Young-kyu (14/1), Takuya Matsumoto (2/0), Masaki Tanaka (9/0), Keita Ichikawa (4/0), Jumpei Arai (25/0), Kenta Kakimoto (18/2), Yūki Yamanouchi (1/0), Nam Il-woo (7/1), Lee Keun-ho (5/1), Shōta Inoue (16/3) |
| V-Varen Nagasaki    | Fumiya Iwamaru (3/0), Takahiro Yamaguchi (41/3), Daisuke Fujii (18/1), Ryōta Takasugi (28/3), Yūsuke Maeda (22/0), Shinsaku Mochidome (1/0), Shōta Matsuhashi (3/0), Yukihiko Satō (3/0), Daisuke Kanzaki (16/1), Ryōta Arimitsu (3/0), Shūto Kōno (32/2), Shōma Mizunaga (32/5), Yūdai Iwama (41/0), Kenta Furube (37/1), Kōichi Satō (42/12), Yūsei Ogasawara (29/2), Junki Kanayama (39/0), Yūdai Inoue (40/3), FG Michael James (1/0), Atsushi Matsuo (1/0), Kazuya Okamura (2/0), Sai Kanakubo (38/5), Cho Min-woo (20/0), Kōhei Shimoda (13/0), Hiroaki Okuno (16/3), Oh Chang-hyun (2/0), Masaaki Nishimori (1/0), Kōhei Yamada (25/2), Rui Komatsu (12/4), Jung Hoon-sung (11/0), Takuya Okamoto (14/0) |
| Roasso Kumamoto     | Kōhei Kuroki (27/1), Yūtarō Takahashi (29/3), Ryōta Aoki (9/0), Daisuke Yano (36/2), Tadayo Fukuō (5/0), Shōsuke Katayama (40/2), Taku Harada (34/1), Fabio (27/1), Yūji Yabu (29/2), Chikara Fujimoto (24/2), Nozomi Ōsako (17/3), Douglas (9/0), Kazuki Saitō (37/8), Yūta Minami (42/0), Junki Goryō (7/0), Kento Shiratani (2/0), Kōsuke Yoshii (34/1), Yōhei Kurakawa (25/0), Kazuto Tsuyuki (27/0), Hugo (10/0), Yūki Horigome (25/4), Tatsuya Tanaka (1/0), Hayato Nakama (40/6), Ryōta Sakata (2/0), Kento Hashimoto (21/0), Hideaki Kitajima (24/0) |

## Statistiken

### Tabelle
| Pl.                    | Verein                    | Sp. | S  | U  | N  | Tore    | Diff. | Punkte |
| ---------------------- | ------------------------- | --- | -- | -- | -- | ------- | ----- | ------ |
| 1.                     | Gamba Osaka (A)           | 42  | 25 | 12 | 5  | 099:460 | +53   | 87     |
| 2.                     | Vissel Kōbe (A)           | 42  | 25 | 8  | 9  | 078:410 | +37   | 83     |
| 3.                     | Kyōto Sanga               | 42  | 20 | 10 | 12 | 068:460 | +22   | 70     |
| 4.                     | Tokushima Vortis          | 42  | 20 | 7  | 15 | 056:510 | +5    | 67     |
| 5.                     | JEF United Ichihara Chiba | 42  | 18 | 12 | 12 | 068:490 | +19   | 66     |
| 6.                     | V-Varen Nagasaki (N)      | 42  | 19 | 9  | 14 | 048:400 | +8    | 66     |
| 7.                     | Matsumoto Yamaga FC       | 42  | 19 | 9  | 14 | 054:540 | ±0    | 66     |
| 8.                     | Consadole Sapporo (A)     | 42  | 20 | 4  | 18 | 060:490 | +11   | 64     |
| 9.                     | Tochigi SC                | 42  | 17 | 12 | 13 | 061:550 | +6    | 63     |
| 10.                    | Montedio Yamagata         | 42  | 16 | 11 | 15 | 074:610 | +13   | 59     |
| 11.                    | Yokohama FC               | 42  | 15 | 13 | 14 | 049:460 | +3    | 58     |
| 12.                    | Fagiano Okayama           | 42  | 13 | 17 | 12 | 052:480 | +4    | 56     |
| 13.                    | Tokyo Verdy               | 42  | 14 | 14 | 14 | 052:580 | −6    | 56     |
| 14.                    | Avispa Fukuoka            | 42  | 15 | 11 | 16 | 047:540 | −7    | 56     |
| 15.                    | Mito Hollyhock            | 42  | 14 | 13 | 15 | 050:580 | −8    | 55     |
| 16.                    | Giravanz Kitakyūshū       | 42  | 13 | 10 | 19 | 050:600 | −10   | 49     |
| 17.                    | Ehime FC                  | 42  | 12 | 11 | 19 | 043:520 | −9    | 47     |
| 18.                    | Kataller Toyama           | 42  | 11 | 11 | 20 | 045:590 | −14   | 44     |
| 19.                    | Roasso Kumamoto           | 42  | 10 | 13 | 19 | 040:700 | −30   | 43     |
| 20.                    | Thespakusatsu Gunma       | 42  | 9  | 13 | 20 | 043:610 | −18   | 40     |
| 21.                    | FC Gifu                   | 42  | 9  | 10 | 23 | 037:800 | −43   | 37     |
| 22.                    | Gainare Tottori           | 42  | 5  | 16 | 21 | 038:740 | −36   | 31     |
| Stand: Ende der Saison |                           |     |    |    |    |         |       |        |

| (A) | Absteiger aus der J.League Division 1 2012: Vissel Kōbe, Gamba Osaka, Consadole Sapporo |
| (N) | Neuling, Aufsteiger aus der Japan Football League 2012: V-Varen Nagasaki                |

### Aufstiegsplayoffs
Die Mannschaften auf den Plätzen 3 bis 6 spielten in drei Play-off-Spielen den dritten Aufsteiger in die J.League Division 1 2014 aus. Im Halbfinale spielten zunächst der Drittplatzierte gegen den Sechstplatzierten sowie der Vierte gegen den Fünften. Die Gewinner dieser Spiele bestritten das Finale auf neutralem Platz gegeneinander, der Sieger stieg auf. Als Besonderheit sah der Modus vor, dass bei einem Unentschieden immer die Mannschaft mit der besseren Platzierung aus der regulären Saison weiterkommt.

#### Halbfinale
In der ersten Partie traf Kyōto Sanga im heimischen Nishikyōgoku Athletic Stadium auf Aufsteiger V-Varen Nagasaki. Trotz leichter Feldüberlegenheit vermochte Nagasaki dabei nicht, das Tor zu treffen, sodass Kyōto aufgrund seiner Platzierung in der Saison in das Playoff-Finale vorstieß.
| Paarung        | Kyōto Sanga – V-Varen Nagasaki       |
| Ergebnis       | 0:0                                  |
| Datum          | 1. Dezember 2014                     |
| Stadion        | Nishikyōgoku Athletic Stadium, Kyōto |
| Zuschauer      | 12.387                               |
| Schiedsrichter | Ryūji Satō                           |
| Tore           | keine                                |

Die zweite Partie wurde zwischen Tokushima Vortis und JEF United Ichihara Chiba ausgetragen. Auch hier hatte das Auswärtsteam Feldvorteile, schaffte es aber über ein Unentschieden nicht hinaus; der Treffer von Tokushima-Stürmer Douglas reichte letztlich aufgrund der Tabellenposition für das Finale, Satoshi Yamaguchi konnte für JEF United nur noch ausgleichen.
| Paarung        | Tokushima Vortis – JEF United Ichihara Chiba   |
| Ergebnis       | 1:1 (1:1)                                      |
| Datum          | 1. Dezember 2014                               |
| Stadion        | Pocarisweat Stadium, Tokushima                 |
| Zuschauer      | 9.301                                          |
| Schiedsrichter | Toshimitsu Yoshida                             |
| Tore           | 1:0 Douglas (37.), 1:1 Satoshi Yamaguchi (40.) |

#### Finale
Im Finale war Kyōto die dominierende Mannschaft, die Tore schoss jedoch der Gegner aus Tokushima. Mitsuru Chiyotanda und Tomohiro Tsuda sicherten mit Toren kurz vor der Halbzeit den Aufstieg von Vortis in die J.League Division 1 2014.
| Paarung        | Kyōto Sanga – Tokushima Vortis                         |
| Ergebnis       | 0:2 (0:2)                                              |
| Datum          | 8. Dezember 2014                                       |
| Stadion        | Olympiastadion, Tokio                                  |
| Zuschauer      | 23.266                                                 |
| Schiedsrichter | Nobutsugu Murakami                                     |
| Tore           | 0:1 Mitsuru Chiyotanda (39.), 1:1 Tomohiro Tsuda (43.) |

### Relegation J2/JFL
In der erstmals ausgetragenen Relegation um einen Platz in der J2 League für die kommende Saison traf der Tabellenletzte Gainare Tottori auf Kamatamare Sanuki, Zweiter der Japan Football League 2013.
Das Hinspiel in Marugame stand ganz im Zeichen von Kamatamare Sanuki. Jedoch führte eine Unachtsamkeit wenige Minuten nach Yutaka Takahashis Führungstreffer kurz nach der Pause zum Ausgleich durch Eijirō Mori, das 1:1 hatte bis zum Ende der Partie Bestand. Im Rückspiel ging zunächst Kamatamare Mitte der ersten Halbzeit erneut durch Takahashi in Führung. Nach der Pause erhöhte Gainare den Druck, konnte jedoch selbst gegen nur noch zehn Mann – Kōhei Fujita hatte nach keine zehn Minuten nach der Pause die Gelb-Rote Karte gesehen – keinen Treffer mehr erzielen und stieg in die neugegründete J3 League ab.
| Paarung        | Kamatamare Sanuki – Gainare Tottori               |
| Ergebnis       | 1:1 (0:0)                                         |
| Datum          | 1. Dezember 2013                                  |
| Stadion        | Kagawa Marugame Stadium, Marugame                 |
| Zuschauer      | 5.793                                             |
| Schiedsrichter | Yosuke Kubota                                     |
| Tore           | 1:0 Yutaka Takahashi (47.), 1:1 Eijirō Mori (50.) |

| Paarung        | Gainare Tottori – Kamatamare Sanuki |
| Ergebnis       | 0:1 (0:1)                           |
| Datum          | 8. Dezember 2013                    |
| Stadion        | Tottori Bank Bird Stadium, Tottori  |
| Zuschauer      | 6.313                               |
| Schiedsrichter | Koichiru Fukushima                  |
| Tore           | 0:1 Yutaka Takahashi (20.)          |
| Platzverweise  | Kōhei Fujita (54.) – keine          |